# Kloster Ehrenstein

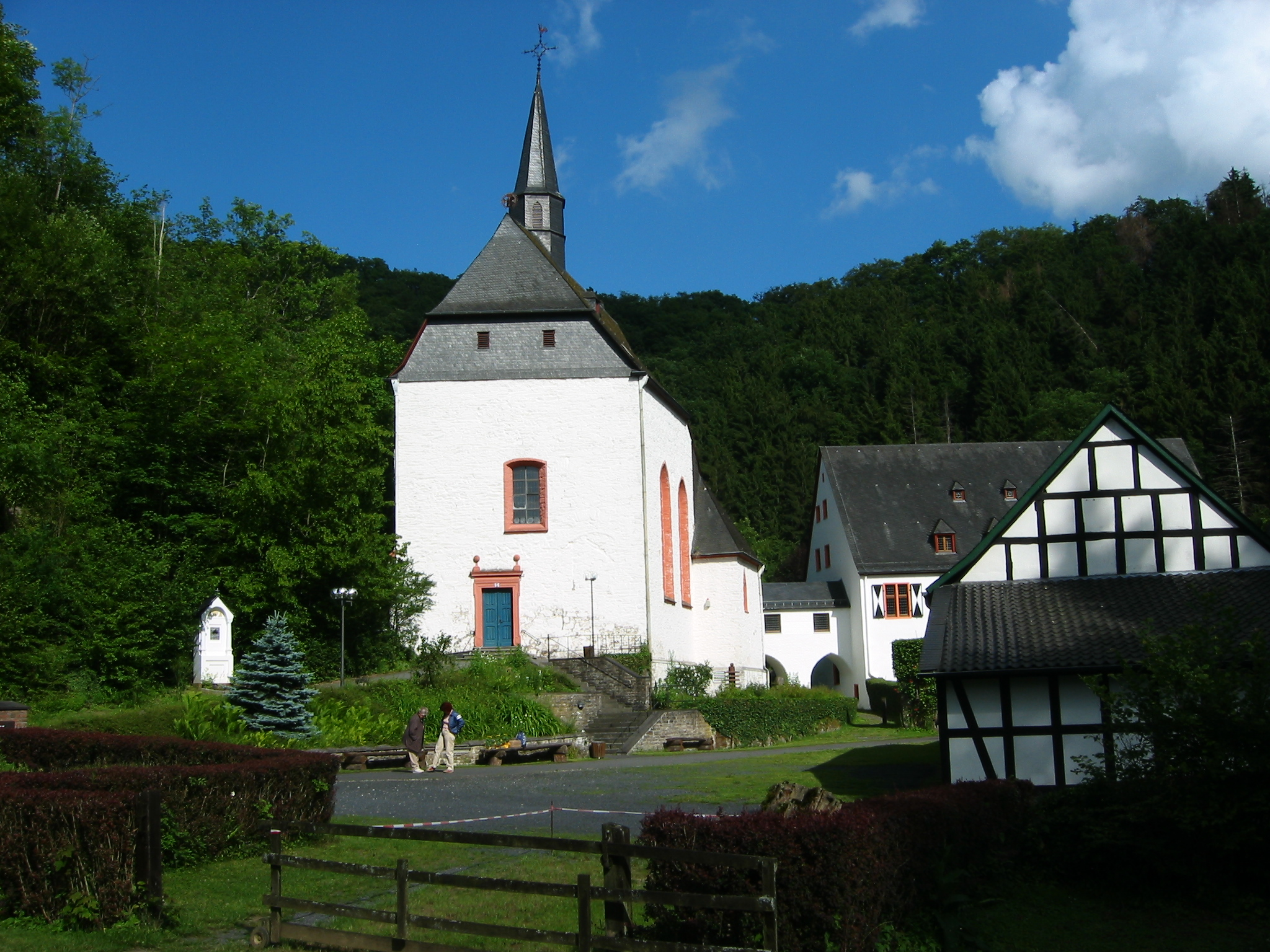
Kloster Ehrenstein

Kloster Ehrenstein ist eine Klosteranlage im Tal der Wied im Naturpark Rhein-Westerwald.

## Lage
Das Kloster liegt an der Wied im Ortsteil Ehrenstein der Ortsgemeinde Asbach (mit Postanschrift von Neustadt (Wied)) im Landkreis Neuwied. Der direkt am Kloster vorbeifließende Mehrbach bildet die Grenze zum Landkreis Altenkirchen (Westerwald). Das von bewaldeten Bergrücken umgeben in einem Seitental der Wied gelegene Kloster befindet sich auf einer Höhe von etwa 145 Meter über NN. Der Hauptort Neustadt der gleichnamigen Ortsgemeinde befindet sich zwei Kilometer westlich. In unmittelbarer Nähe des Klosters liegt die Ruine der Burg Ehrenstein.

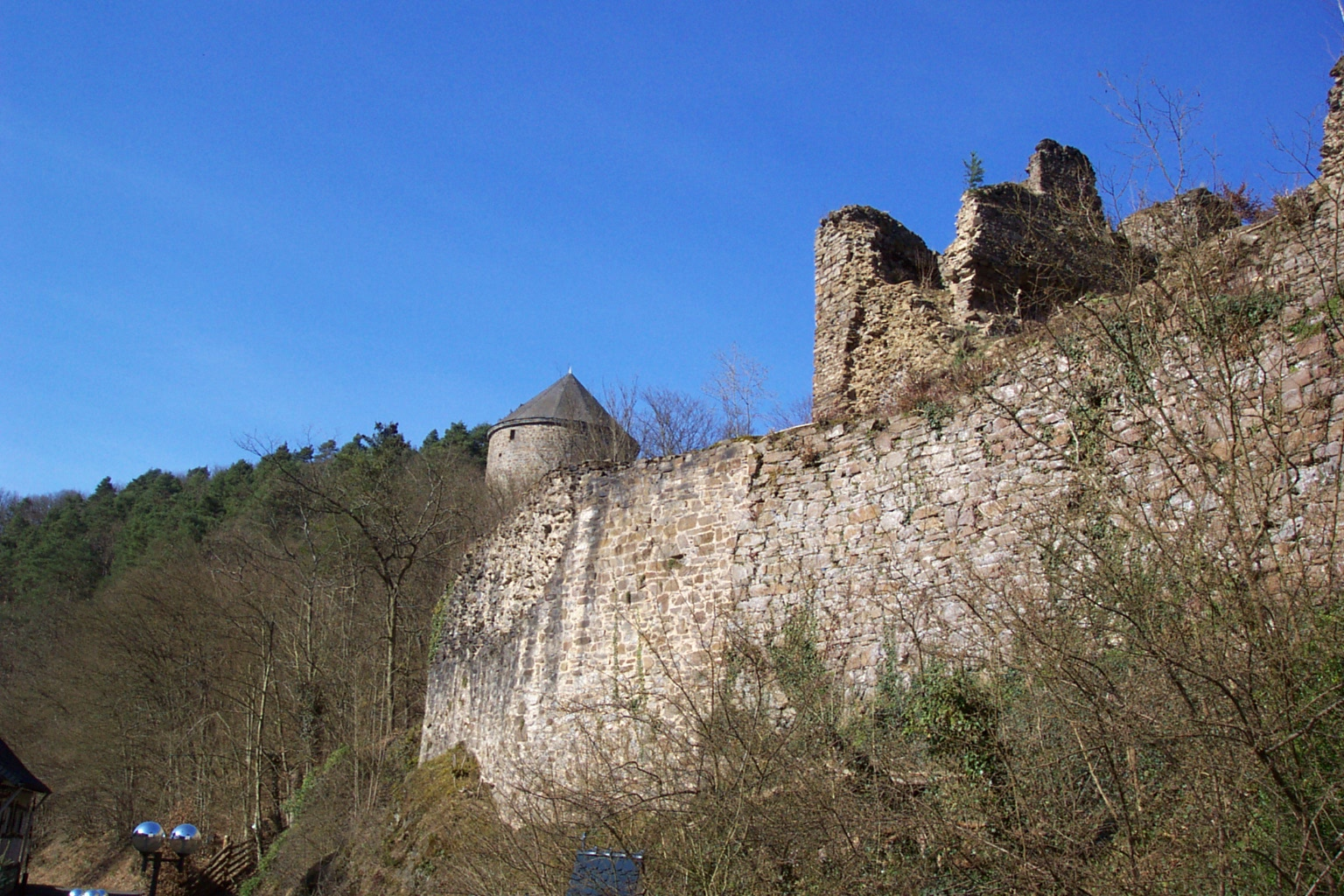
Burg Ehrenstein

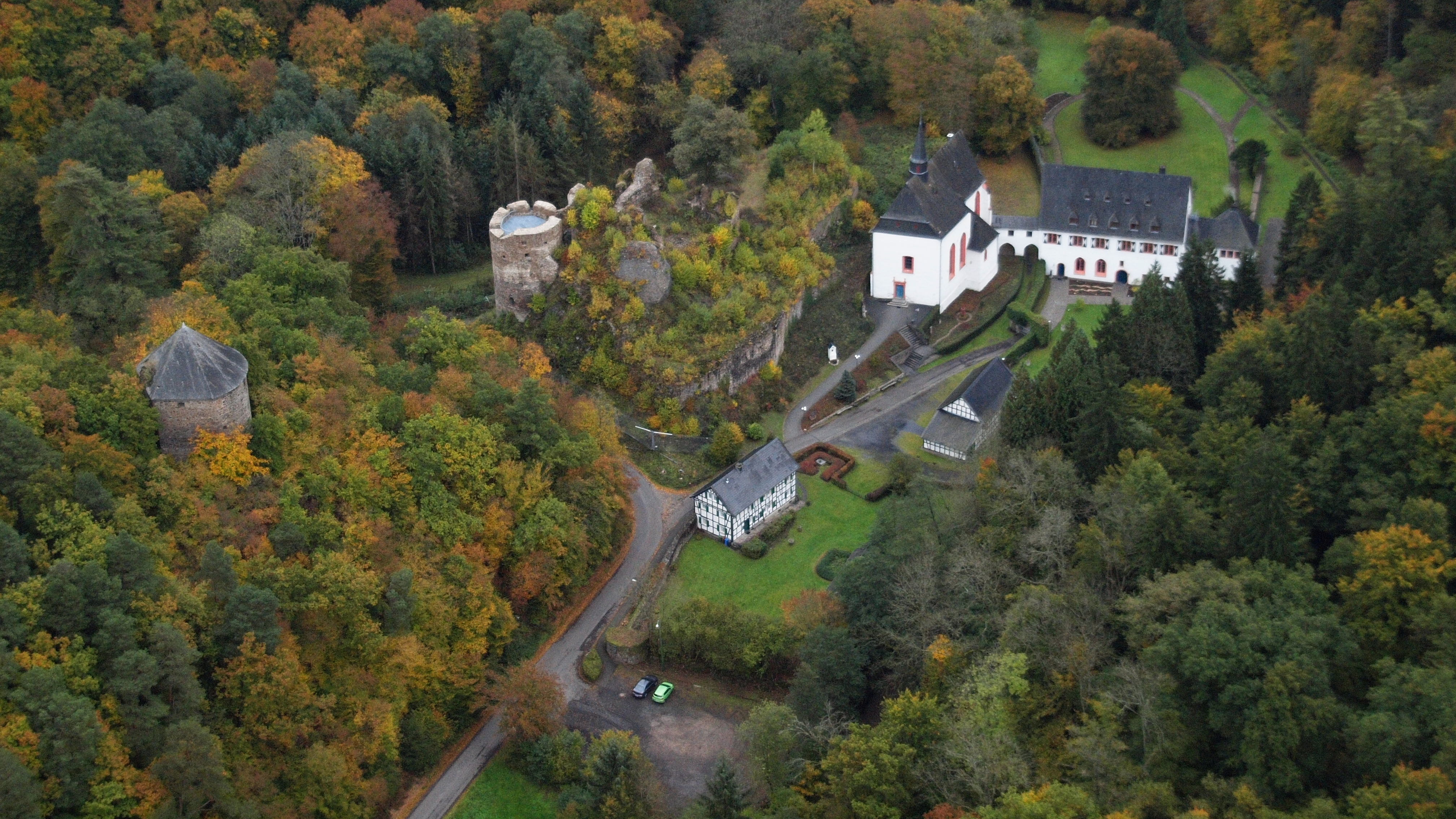
Gesamtansicht von Kloster und Burg Ehrenstein

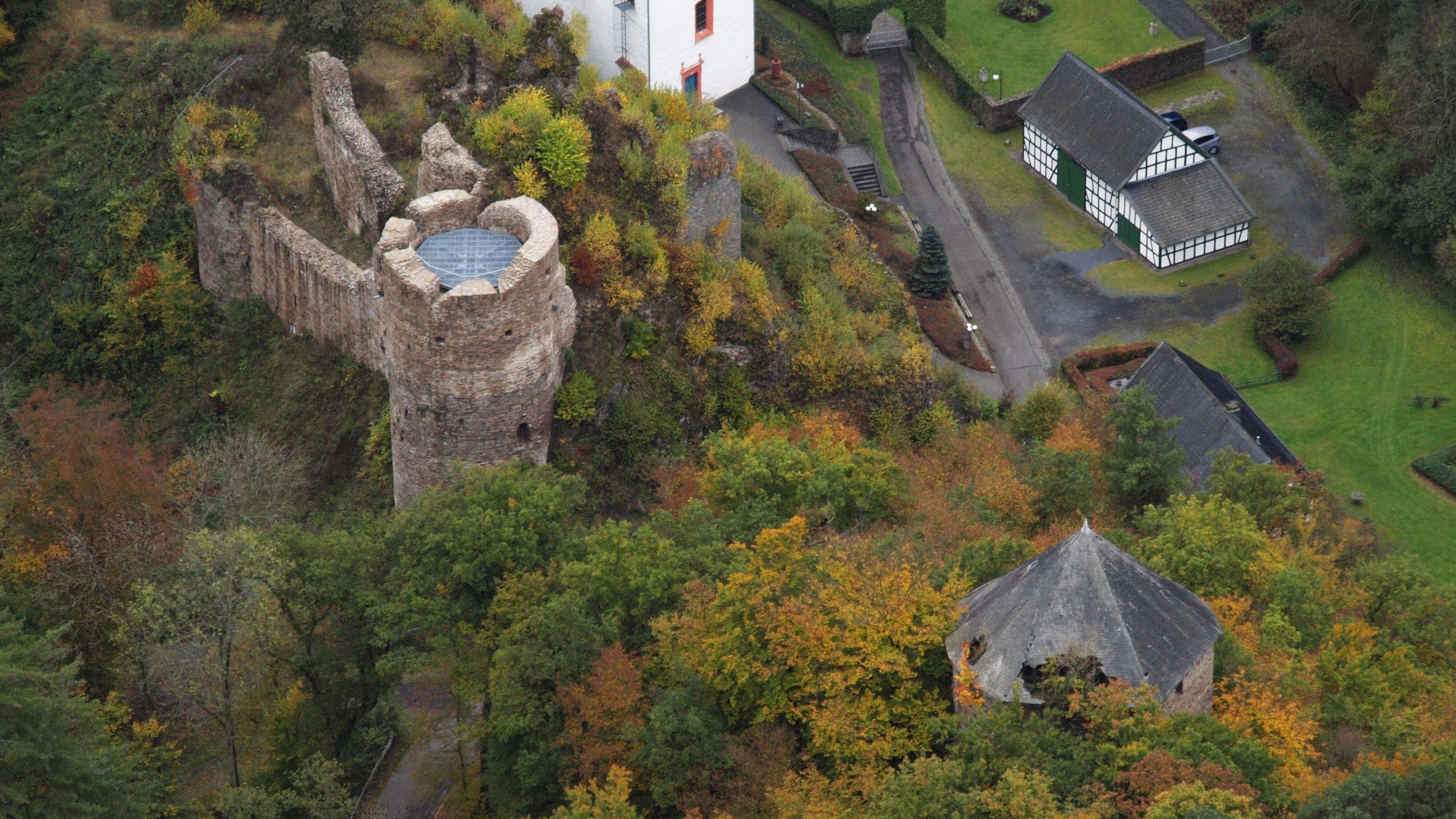
Burg Ehrenstein

## Geschichte
Die ursprünglich zur Burg Ehrenstein gehörende und in der Unterburg gelegene Burgkapelle wurde 1477 durch den Ritter Bertram von Nesselrode ausgebaut und zu einer Pfarrkirche erhoben. Im Jahre 1486 ließ er neben der Kirche das Kloster „Liebfrauenthal“ errichten, das 1488 fertiggestellt und fortan von Chorherren des Kreuzherrenordens bewohnt wurde.
In den Wirren des Dreißigjährigen Kriegs wurde die Burg Ehrenstein von schwedischen Truppen zerstört. Die Klostergebäude wurden zwar geplündert, blieben aber weitestgehend erhalten. Das Kloster wurde 1812 als eines der letzten Kreuzherrenklöster in Deutschland auf Bitten des Konventes durch die Regierung des Herzogtums Nassau säkularisiert. Die Aufhebung des Klosters erfolgte zu Gunsten des mediatisierten Fürsten zu Wied-Runkel. Die Pfarrei blieb erhalten und der letzte Prior der Kreuzherren wirkte weiter als Pfarrer am Ort (gestorben 1824). Im Laufe des 19. Jahrhunderts wurden Teile der Klosteranlage wegen Baufälligkeit abgetragen.
Im Jahr 1893 wurde das Kloster von Franziskanern der Sächsischen Franziskanerprovinz (Saxonia) wieder besiedelt. Die Franziskaner betreuten die Pfarrei und ein sogenanntes Demeritenhaus, eine Korrektionsanstalt für straffällig gewordene Geistliche. Dazu wurde an die erhaltenen Klostergebäude angebaut. 1929 ging die Niederlassung an die wiedererrichtete Kölnische Franziskanerprovinz (Colonia) über. Zum Kloster gehörten gewöhnlich drei Patres und drei Laienbrüder, hinzu kamen zeitweise ältere oder erholungsbedürftige Patres, die von der Ordensprovinz hierhin versetzt wurden.
Im Jahr 1953 übergab das Erzbistum Köln das Kloster Ehrenstein wieder den Kreuzherren. 1969 musste das Kloster wegen starker Baufälligkeit aufgegeben werden. Auf Betreiben des Kreuzherrenpaters Werner Kettner wurden ab 1973 Teile des Klosters abgetragen und neu aufgebaut. Die Anbauten des 19. Jahrhunderts wurden gänzlich abgerissen und die gotischen Gebäudeteile des Klosters (Kreuzgang, Kapitelsaal, Calefactorium) umfassend saniert. Der Kreuzherrenkonvent wurde im selben Jahr wieder errichtet. Die Kreuzherren betreuten die Pfarrei, das Kloster nahm Gäste für Einkehrtage auf. Zu Beginn der 1980er-Jahre diente Kloster Ehrenstein als Noviziatskloster der deutschen Ordensprovinz. Allerdings blieb der Konvent stets klein.
Am 28. Dezember 1998 verließen die Kreuzherren Ehrenstein. Der Konvent wurde seitens der Ordensleitung aufgehoben. Die Pfarrgemeinde Ehrenstein wollte das Kloster aber wieder bewohnt wissen. Von 1999 bis 2007 betreuten Patres des Ordens der Montfortaner Pfarrei und Kloster Ehrenstein. 2008 übernahmen die Franziskanerinnen aus Waldbreitbach die Klostergebäude und erweiterten sie als Tagungsstätte.

## Heute
Die Kreuzherrenkirche ist täglich von 10:00 Uhr bis 18:00 Uhr frei zugänglich. Hier befinden sich die wichtigsten kunsthistorischen Sehenswürdigkeiten, wie zum Beispiel die aus der Erbauungszeit stammenden Bleiglasfenster mit Glasmalereien (siehe Anbetung der Könige (Ehrenstein)), die sowohl geistliche wie auch weltliche Szenen (Veduten) darstellen und zu den hervorragenden Leistungen der rheinischen Kunst aus der Zeit um 1470 bis 1480 gerechnet werden. Daneben sind das spätgotische Figurenensemble und die barocke Kanzel erwähnenswert. Heute ist Ehrenstein mit seiner Kirche, dem Kloster und der Burgruine ein Ausflugsziel im nördlichen Westerwald. Die Klostergebäude können nur nach Voranmeldung besichtigt werden.
Gottesdienste finden in der Klosterkirche jeden Samstag um 17:00 Uhr statt.